# Коллинз, Джексон
Джексон Коллинз (англ. Jackson Collins) — австралийский гребец на байдарках, серебряный призёр летних Олимпийских игр 2024 года, чемпион мира 2022 года. Участник летних Олимпийских игр 2024 года.

## Карьера
Джексон — сын бывшего олимпийского чемпиона по гребле на байдарках Дэниела Коллинза.
В 2022 году на чемпионате мира в Канаде, в миксте на дистанции 500 метров в байдарках-двойках Коллинз с партнёршей Алиссой Булл завоевали чемпионский титул.
В 2023 году он принял участие в чемпионате мира, который состоялся в Дуйсбурге. На дистанции 500 метров в категории байдарок-четвёрок в составе австралийской команды занял четвертое место со временем 1:19.905. В результате австралийцы завоевали лицензию на летние Олимпийские игры 2024 года. В миксте в паре с Алиссой Булл в байдарках-двойках на дистанции 500 метров завоевал серебряную медаль.
На летних Олимпийских играх 2024 года в Париже австралиец завоевал олимпийскую серебряную медаль в байдарках-четвёрках на дистанции 500 метров. Команде не хватило 0,04 секунды до золотой олимпийской медали.